# Ben Hamer
Benjamin John Hamer (ur. 20 listopada 1987 w Chard) – angielski piłkarz występujący na pozycji bramkarza w Huddersfield Town.